# Bulgaria en los Juegos Olímpicos de Sapporo 1972
Bulgaria estuvo representada en los Juegos Olímpicos de Sapporo 1972 por un total de 4 deportistas que compitieron en 2 deportes.  
El equipo olímpico búlgaro no obtuvo ninguna medalla en estos Juegos.